# Tournoi féminin de football aux Jeux olympiques d'été de 2024
 (mai 2024).
Si vous disposez d'ouvrages ou d'articles de référence ou si vous connaissez des sites web de qualité traitant du thème abordé ici, merci de compléter l'article en donnant les références utiles à sa vérifiabilité et en les liant à la section « Notes et références ».
Cet article traite de l'épreuve féminine. Pour la compétition masculine, voir Tournoi masculin de football aux Jeux olympiques d'été de 2024.
Pour un article plus général, voir Football aux Jeux olympiques d'été de 2024.
Navigation
Tokyo 2020 Los Angeles 2028
Le tournoi féminin de football aux Jeux olympiques d'été de 2024 se tient dans sept stades situés dans sept villes françaises du 25 juillet au 10 août 2024.
Les fédérations affiliées à la FIFA participent par le biais de leur équipe féminine aux épreuves de qualification. Onze équipes rejoignent ainsi la France, nation hôte de la compétition, pour s'affronter lors du tournoi final.

## Préparation de l'évènement

### Désignation du pays hôte
La commission exécutive du Comité international olympique a sélectionné en décembre 2016 deux villes candidates officielles parmi une liste de cinq villes postulant à la candidature. Les deux villes retenues (Los Angeles et Paris) ont alors entamé la deuxième phase de la procédure.
À l'issue de celle-ci, le 13 septembre 2017 à Lima, au Pérou, après avoir étudié les dossiers de chaque ville, le jury décide, en raison de la qualité des deux candidatures, de désigner Paris comme ville hôte des Jeux olympiques de 2024 et Los Angeles pour ceux de 2028.

### Lieux des compétitions
Sept stades de sept villes accueillent les matchs des deux tournois olympiques.
| Bordeaux | Décines-Charpieu | Marseille | Nantes                                             |
| Stade de Bordeaux | Stade de Lyon | Stade de Marseille | Stade de la Beaujoire                              |
| Capacité : 42 115 | Capacité : 59 186 | Capacité : 67 394 | Capacité : 35 322                                  |
| Photographie intérieure du Matmut Atlantique | Photographie intérieure du Parc Olympique lyonnais | Photographie intérieur du Stade Vélodrome | Photographie intérieur du Stade de la Beaujoire    |
| [[Fichier:France location map-Regions and departements-2016.svg\|600px\|{{#if:Carte de France affichant la position géographique des stades\|Carte de France affichant la position géographique des stades\|Tournoi féminin de football aux Jeux olympiques d'été de 2024 est dans la page France.]]Marseille Décines-Charpieu Paris Bordeaux Saint-Étienne Nice Nantes | [[Fichier:France location map-Regions and departements-2016.svg\|600px\|{{#if:Carte de France affichant la position géographique des stades\|Carte de France affichant la position géographique des stades\|Tournoi féminin de football aux Jeux olympiques d'été de 2024 est dans la page France.]]Marseille Décines-Charpieu Paris Bordeaux Saint-Étienne Nice Nantes | [[Fichier:France location map-Regions and departements-2016.svg\|600px\|{{#if:Carte de France affichant la position géographique des stades\|Carte de France affichant la position géographique des stades\|Tournoi féminin de football aux Jeux olympiques d'été de 2024 est dans la page France.]]Marseille Décines-Charpieu Paris Bordeaux Saint-Étienne Nice Nantes | Nice                                               |
| [[Fichier:France location map-Regions and departements-2016.svg\|600px\|{{#if:Carte de France affichant la position géographique des stades\|Carte de France affichant la position géographique des stades\|Tournoi féminin de football aux Jeux olympiques d'été de 2024 est dans la page France.]]Marseille Décines-Charpieu Paris Bordeaux Saint-Étienne Nice Nantes | [[Fichier:France location map-Regions and departements-2016.svg\|600px\|{{#if:Carte de France affichant la position géographique des stades\|Carte de France affichant la position géographique des stades\|Tournoi féminin de football aux Jeux olympiques d'été de 2024 est dans la page France.]]Marseille Décines-Charpieu Paris Bordeaux Saint-Étienne Nice Nantes | [[Fichier:France location map-Regions and departements-2016.svg\|600px\|{{#if:Carte de France affichant la position géographique des stades\|Carte de France affichant la position géographique des stades\|Tournoi féminin de football aux Jeux olympiques d'été de 2024 est dans la page France.]]Marseille Décines-Charpieu Paris Bordeaux Saint-Étienne Nice Nantes | Stade de Nice                                      |
| [[Fichier:France location map-Regions and departements-2016.svg\|600px\|{{#if:Carte de France affichant la position géographique des stades\|Carte de France affichant la position géographique des stades\|Tournoi féminin de football aux Jeux olympiques d'été de 2024 est dans la page France.]]Marseille Décines-Charpieu Paris Bordeaux Saint-Étienne Nice Nantes | [[Fichier:France location map-Regions and departements-2016.svg\|600px\|{{#if:Carte de France affichant la position géographique des stades\|Carte de France affichant la position géographique des stades\|Tournoi féminin de football aux Jeux olympiques d'été de 2024 est dans la page France.]]Marseille Décines-Charpieu Paris Bordeaux Saint-Étienne Nice Nantes | [[Fichier:France location map-Regions and departements-2016.svg\|600px\|{{#if:Carte de France affichant la position géographique des stades\|Carte de France affichant la position géographique des stades\|Tournoi féminin de football aux Jeux olympiques d'été de 2024 est dans la page France.]]Marseille Décines-Charpieu Paris Bordeaux Saint-Étienne Nice Nantes | Capacité : 36 178                                  |
| [[Fichier:France location map-Regions and departements-2016.svg\|600px\|{{#if:Carte de France affichant la position géographique des stades\|Carte de France affichant la position géographique des stades\|Tournoi féminin de football aux Jeux olympiques d'été de 2024 est dans la page France.]]Marseille Décines-Charpieu Paris Bordeaux Saint-Étienne Nice Nantes | [[Fichier:France location map-Regions and departements-2016.svg\|600px\|{{#if:Carte de France affichant la position géographique des stades\|Carte de France affichant la position géographique des stades\|Tournoi féminin de football aux Jeux olympiques d'été de 2024 est dans la page France.]]Marseille Décines-Charpieu Paris Bordeaux Saint-Étienne Nice Nantes | [[Fichier:France location map-Regions and departements-2016.svg\|600px\|{{#if:Carte de France affichant la position géographique des stades\|Carte de France affichant la position géographique des stades\|Tournoi féminin de football aux Jeux olympiques d'été de 2024 est dans la page France.]]Marseille Décines-Charpieu Paris Bordeaux Saint-Étienne Nice Nantes | Photographie intérieure de l'Allianz Riviera       |
| [[Fichier:France location map-Regions and departements-2016.svg\|600px\|{{#if:Carte de France affichant la position géographique des stades\|Carte de France affichant la position géographique des stades\|Tournoi féminin de football aux Jeux olympiques d'été de 2024 est dans la page France.]]Marseille Décines-Charpieu Paris Bordeaux Saint-Étienne Nice Nantes | [[Fichier:France location map-Regions and departements-2016.svg\|600px\|{{#if:Carte de France affichant la position géographique des stades\|Carte de France affichant la position géographique des stades\|Tournoi féminin de football aux Jeux olympiques d'été de 2024 est dans la page France.]]Marseille Décines-Charpieu Paris Bordeaux Saint-Étienne Nice Nantes | [[Fichier:France location map-Regions and departements-2016.svg\|600px\|{{#if:Carte de France affichant la position géographique des stades\|Carte de France affichant la position géographique des stades\|Tournoi féminin de football aux Jeux olympiques d'été de 2024 est dans la page France.]]Marseille Décines-Charpieu Paris Bordeaux Saint-Étienne Nice Nantes | Paris                                              |
| [[Fichier:France location map-Regions and departements-2016.svg\|600px\|{{#if:Carte de France affichant la position géographique des stades\|Carte de France affichant la position géographique des stades\|Tournoi féminin de football aux Jeux olympiques d'été de 2024 est dans la page France.]]Marseille Décines-Charpieu Paris Bordeaux Saint-Étienne Nice Nantes | [[Fichier:France location map-Regions and departements-2016.svg\|600px\|{{#if:Carte de France affichant la position géographique des stades\|Carte de France affichant la position géographique des stades\|Tournoi féminin de football aux Jeux olympiques d'été de 2024 est dans la page France.]]Marseille Décines-Charpieu Paris Bordeaux Saint-Étienne Nice Nantes | [[Fichier:France location map-Regions and departements-2016.svg\|600px\|{{#if:Carte de France affichant la position géographique des stades\|Carte de France affichant la position géographique des stades\|Tournoi féminin de football aux Jeux olympiques d'été de 2024 est dans la page France.]]Marseille Décines-Charpieu Paris Bordeaux Saint-Étienne Nice Nantes | Parc des Princes                                   |
| [[Fichier:France location map-Regions and departements-2016.svg\|600px\|{{#if:Carte de France affichant la position géographique des stades\|Carte de France affichant la position géographique des stades\|Tournoi féminin de football aux Jeux olympiques d'été de 2024 est dans la page France.]]Marseille Décines-Charpieu Paris Bordeaux Saint-Étienne Nice Nantes | [[Fichier:France location map-Regions and departements-2016.svg\|600px\|{{#if:Carte de France affichant la position géographique des stades\|Carte de France affichant la position géographique des stades\|Tournoi féminin de football aux Jeux olympiques d'été de 2024 est dans la page France.]]Marseille Décines-Charpieu Paris Bordeaux Saint-Étienne Nice Nantes | [[Fichier:France location map-Regions and departements-2016.svg\|600px\|{{#if:Carte de France affichant la position géographique des stades\|Carte de France affichant la position géographique des stades\|Tournoi féminin de football aux Jeux olympiques d'été de 2024 est dans la page France.]]Marseille Décines-Charpieu Paris Bordeaux Saint-Étienne Nice Nantes | Capacité : 47 929                                  |
| [[Fichier:France location map-Regions and departements-2016.svg\|600px\|{{#if:Carte de France affichant la position géographique des stades\|Carte de France affichant la position géographique des stades\|Tournoi féminin de football aux Jeux olympiques d'été de 2024 est dans la page France.]]Marseille Décines-Charpieu Paris Bordeaux Saint-Étienne Nice Nantes | [[Fichier:France location map-Regions and departements-2016.svg\|600px\|{{#if:Carte de France affichant la position géographique des stades\|Carte de France affichant la position géographique des stades\|Tournoi féminin de football aux Jeux olympiques d'été de 2024 est dans la page France.]]Marseille Décines-Charpieu Paris Bordeaux Saint-Étienne Nice Nantes | [[Fichier:France location map-Regions and departements-2016.svg\|600px\|{{#if:Carte de France affichant la position géographique des stades\|Carte de France affichant la position géographique des stades\|Tournoi féminin de football aux Jeux olympiques d'été de 2024 est dans la page France.]]Marseille Décines-Charpieu Paris Bordeaux Saint-Étienne Nice Nantes | Photographie intérieure du Parc des Princes        |
| [[Fichier:France location map-Regions and departements-2016.svg\|600px\|{{#if:Carte de France affichant la position géographique des stades\|Carte de France affichant la position géographique des stades\|Tournoi féminin de football aux Jeux olympiques d'été de 2024 est dans la page France.]]Marseille Décines-Charpieu Paris Bordeaux Saint-Étienne Nice Nantes | [[Fichier:France location map-Regions and departements-2016.svg\|600px\|{{#if:Carte de France affichant la position géographique des stades\|Carte de France affichant la position géographique des stades\|Tournoi féminin de football aux Jeux olympiques d'été de 2024 est dans la page France.]]Marseille Décines-Charpieu Paris Bordeaux Saint-Étienne Nice Nantes | [[Fichier:France location map-Regions and departements-2016.svg\|600px\|{{#if:Carte de France affichant la position géographique des stades\|Carte de France affichant la position géographique des stades\|Tournoi féminin de football aux Jeux olympiques d'été de 2024 est dans la page France.]]Marseille Décines-Charpieu Paris Bordeaux Saint-Étienne Nice Nantes | Saint-Étienne                                      |
| [[Fichier:France location map-Regions and departements-2016.svg\|600px\|{{#if:Carte de France affichant la position géographique des stades\|Carte de France affichant la position géographique des stades\|Tournoi féminin de football aux Jeux olympiques d'été de 2024 est dans la page France.]]Marseille Décines-Charpieu Paris Bordeaux Saint-Étienne Nice Nantes | [[Fichier:France location map-Regions and departements-2016.svg\|600px\|{{#if:Carte de France affichant la position géographique des stades\|Carte de France affichant la position géographique des stades\|Tournoi féminin de football aux Jeux olympiques d'été de 2024 est dans la page France.]]Marseille Décines-Charpieu Paris Bordeaux Saint-Étienne Nice Nantes | [[Fichier:France location map-Regions and departements-2016.svg\|600px\|{{#if:Carte de France affichant la position géographique des stades\|Carte de France affichant la position géographique des stades\|Tournoi féminin de football aux Jeux olympiques d'été de 2024 est dans la page France.]]Marseille Décines-Charpieu Paris Bordeaux Saint-Étienne Nice Nantes | Stade Geoffroy-Guichard                            |
| [[Fichier:France location map-Regions and departements-2016.svg\|600px\|{{#if:Carte de France affichant la position géographique des stades\|Carte de France affichant la position géographique des stades\|Tournoi féminin de football aux Jeux olympiques d'été de 2024 est dans la page France.]]Marseille Décines-Charpieu Paris Bordeaux Saint-Étienne Nice Nantes | [[Fichier:France location map-Regions and departements-2016.svg\|600px\|{{#if:Carte de France affichant la position géographique des stades\|Carte de France affichant la position géographique des stades\|Tournoi féminin de football aux Jeux olympiques d'été de 2024 est dans la page France.]]Marseille Décines-Charpieu Paris Bordeaux Saint-Étienne Nice Nantes | [[Fichier:France location map-Regions and departements-2016.svg\|600px\|{{#if:Carte de France affichant la position géographique des stades\|Carte de France affichant la position géographique des stades\|Tournoi féminin de football aux Jeux olympiques d'été de 2024 est dans la page France.]]Marseille Décines-Charpieu Paris Bordeaux Saint-Étienne Nice Nantes | Capacité : 41 965                                  |
| [[Fichier:France location map-Regions and departements-2016.svg\|600px\|{{#if:Carte de France affichant la position géographique des stades\|Carte de France affichant la position géographique des stades\|Tournoi féminin de football aux Jeux olympiques d'été de 2024 est dans la page France.]]Marseille Décines-Charpieu Paris Bordeaux Saint-Étienne Nice Nantes | [[Fichier:France location map-Regions and departements-2016.svg\|600px\|{{#if:Carte de France affichant la position géographique des stades\|Carte de France affichant la position géographique des stades\|Tournoi féminin de football aux Jeux olympiques d'été de 2024 est dans la page France.]]Marseille Décines-Charpieu Paris Bordeaux Saint-Étienne Nice Nantes | [[Fichier:France location map-Regions and departements-2016.svg\|600px\|{{#if:Carte de France affichant la position géographique des stades\|Carte de France affichant la position géographique des stades\|Tournoi féminin de football aux Jeux olympiques d'été de 2024 est dans la page France.]]Marseille Décines-Charpieu Paris Bordeaux Saint-Étienne Nice Nantes | Photographie intérieure du Stade Geoffroy-Guichard |

### Tirage au sort
Le tirage au sort a lieu le 20 mars 2024 à 20 heures au siège du comité d'organisation des Jeux à Saint-Denis. Parmi les présents figuraient notamment Tony Estanguet, président du comité, Arsène Wenger, directeur du développement du football mondial de la FIFA, Thierry Henry et Hervé Renard, sélectionneurs des équipes de France olympique masculine et féminine, ainsi que des sélectionneurs d’équipes qualifiées et des athlètes, y compris des joueurs de l’équipe de France championne olympique lors du tournoi de 1984.
Le tirage au sort a été effectué par Javier Saviola, Didier Drogba, Stephanie Labbé et Marie-José Pérec, sous la direction de Sarai Bareman, directrice du football féminin et Jaime Yarza, directeur des compétitions.
| Pot 1                                 | Pot 2                  | Pot 3                     | Pot 4                           |
| ------------------------------------- | ---------------------- | ------------------------- | ------------------------------- |
| France (pays hôte) Espagne États-Unis | Allemagne Japon Canada | Brésil Australie Colombie | Nouvelle-Zélande Nigeria Zambie |

| Groupe A              | Groupe B        | Groupe C     |
| --------------------- | --------------- | ------------ |
| (A1) France           | (B1) États-Unis | (C1) Espagne |
| (A2) Colombie         | (B2) Nigeria    | (C2) Japon   |
| (A3) Canada           | (B3) Allemagne  | (C3) Zambie  |
| (A4) Nouvelle-Zélande | (B4) Australie  | (C4) Brésil  |

## Acteurs du tournoi

### Équipes qualifiées
Chaque comité national olympique peut engager une seule équipe dans la compétition.
Les épreuves qualificatives du tournoi féminin de football des Jeux olympiques se déroulent de juillet 2022 à avril 2024. En tant que pays hôte, la France est qualifiée d'office, tandis que les autres équipes passent par différents modes de qualifications continentales.
Plusieurs confédérations utilisent un même format de tournois pré-olympiques pour déterminer les équipes qualifiées, comme l'AFC, la CAF et l'OFC. Dans trois cas cependant, le format est différent : pour l'UEFA dont les deux meilleures équipes de la phase finale de la Ligue des nations 2023-2024 sont qualifiées, la CONMEBOL qui qualifie le vainqueur de la Copa América 2022 et la CONCACAF qui attribue une place au vainqueur du Championnat continentale 2022 et une seconde au vainqueur d'un match de barrage opposant le finaliste et le troisième de cette compétition.
| Tournoi qualificatif                                     | Date                       | Lieu            | Places | Qualifiées        | Dernière participation |
| -------------------------------------------------------- | -------------------------- | --------------- | ------ | ----------------- | ---------------------- |
| Pays organisateur                                        |                            |                 | 1      | France            | 2016                   |
| Championnat féminin de la CONCACAF 2022                  | du 4 au 18 juillet 2022    | Mexique         | 1      | États-Unis        | 2020                   |
| Copa América 2022                                        | du 8 au 30 juillet 2022    | Colombie        | 2      | Brésil Colombie   | 2020 2016              |
| Barrage de la CONCACAF                                   | du 22 au 26 septembre 2023 | Jamaïque Canada | 1      | Canada            | 2020                   |
| Tournoi pré-olympique de l'OFC                           | du 7 au 19 février 2024    | Samoa           | 1      | Nouvelle-Zélande  | 2020                   |
| Phase finale de la Ligue des nations de l'UEFA 2023-2024 | du 23 au 28 février 2024   | itinérant       | 2      | Espagne Allemagne | Première 2016          |
| Tournoi pré-olympique de l'AFC (en)                      | du 24 au 28 février 2024   | itinérant       | 2      | Australie Japon   | 2020                   |
| Tournoi pré-olympique de la CAF                          | du 1er au 9 avril 2024     | Itinérant       | 2      | Zambie Nigeria    | 2004 2020              |
| Total                                                    | Total                      | Total           | 12     |                   |                        |

### Joueuses
Contrairement aux hommes, il n'y a aucune restriction d'âge pour les joueuses qui participent au tournoi féminin de football.

### Arbitres
Le 3 avril 2024, la FIFA a sélectionné neuf trios d'arbitres de terrain pour le tournoi féminin ainsi que vingt arbitres vidéo pour les deux tournois. Il s'agit d'ailleurs de la deuxième utilisation de l'Assistance vidéo à l'arbitrage (VAR) dans une compétition olympique après l'édition de Tokyo trois ans auparavant.
L'ensemble des arbitres principales sélectionnées pour officier lors de la compétition étaient déjà présentes lors de la précédente édition de la Coupe du monde qui s'est déroulée en Australie et en Nouvelle-Zélande en 2023. En revanche, elles ne sont que deux à avoir également officié lors du précédent tournoi olympique en 2020. Il s'agit de la Japonaise Yoshimi Yamashita et de la Brésilienne Edina Alves Batista. L'arbitre australienne Kate Jacewicz, également présente à Tokyo, officiera en tant qu'arbitre vidéo lors du tournoi olympique de 2024.
| Confédérations | Arbitres            | Arbitres assistants              |
| -------------- | ------------------- | -------------------------------- |
| AFC            | Kim Yu-jeong        | Joanna Charaktis Park Mi-suk     |
| AFC            | Yoshimi Yamashita   | Makoto Bozono Naomi Teshirogi    |
| CAF            | Bouchra Karboubi    | Diana Chikotesha Fatiha Jermoumi |
| CONCACAF       | Katia García        | Karen Díaz Sandra Ramírez        |
| CONCACAF       | Tori Penso          | Brooke Mayo Kathryn Nesbitt      |
| CONMEBOL       | Edina Alves Batista | Neuza Back Fabrini Bevilaqua     |
| CONMEBOL       | Emikar Calderas     | Mary Blanco Migdalia Rodríguez   |
| UEFA           | Tess Olofsson       | Francesca Di Monte Almira Spahić |
| UEFA           | Rebecca Welch       | Emily Carney Franca Overtoom     |

| Confédérations | Arbitres VAR            |
| -------------- | ----------------------- |
| AFC            | Khamis Al-Marri         |
| AFC            | Kate Jacewicz           |
| AFC            | Sivakorn Pu-udom        |
| CAF            | Mahmoud Ashour          |
| CAF            | Lahlou Benbraham        |
| CONCACAF       | Tatiana Guzmán          |
| CONCACAF       | Guillermo Pacheco       |
| CONCACAF       | Daneon Parchment        |
| CONMEBOL       | Rodrigo Carvajal        |
| CONMEBOL       | Leodán González         |
| CONMEBOL       | Daiane Muniz            |
| CONMEBOL       | Héctor Paletta          |
| UEFA           | Ivan Bebek              |
| UEFA           | Jérôme Brisard          |
| UEFA           | David Coote             |
| UEFA           | Carlos del Cerro Grande |
| UEFA           | Rob Dieperink           |
| UEFA           | Ovidiu Hațegan          |
| UEFA           | Katalin Kulcsár         |
| UEFA           | Paolo Valeri            |

## Compétition
Les résultats sont visible sur la page olympics.com en sélectionnant les dates.

### Premier tour
Les deux premiers de chaque groupe ainsi que les deux meilleurs troisièmes se qualifient pour les quarts de finale.
Chaque équipe reçoit trois points pour une victoire et un pour un match nul. En cas d'égalité de points dans un groupe les équipes sont départagées suivant :
1. la meilleure différence de buts ;
2. le plus grand nombre de buts marqués ;
3. le plus grand nombre de points obtenus dans les matches de groupe entre les équipes concernées ;
4. la différence de buts particulière dans les matches de groupe entre les équipes concernées ;
5. le plus grand nombre de buts marqués dans les matches de groupe entre les équipes concernées ;
6. le plus petit nombre de points au classement du fair play ;
7. tirage au sort.

#### Groupe A
| Rang | Équipe           | Pts | J | G | N | P | Bp | Bc | Diff |
| ---- | ---------------- | --- | - | - | - | - | -- | -- | ---- |
| 1    | France           | 6   | 3 | 2 | 0 | 1 | 6  | 5  | +1   |
| 2    | Canada           | 3-6 | 3 | 3 | 0 | 0 | 5  | 2  | +3   |
| 3    | Colombie         | 3   | 3 | 1 | 0 | 2 | 4  | 4  | 0    |
| 4    | Nouvelle-Zélande | 0   | 3 | 0 | 0 | 3 | 2  | 6  | -4   |

##### 1rejournée
| 25 juillet 2024 | Canada                               | 2 - 1   | Nouvelle-Zélande           | Stade Geoffroy-Guichard, Saint-Étienne                              |                                                                     |
| 17h00 UTC+2     | Lacasse 45+4e · (Fleming ) Viens 79e | (1 - 1) | 13e Barry (en) (Kitching ) | Spectateurs : 2 674 Diffuseur : Eurosport Arbitrage : Tess Olofsson | Spectateurs : 2 674 Diffuseur : Eurosport Arbitrage : Tess Olofsson |
| 17h00 UTC+2     | Buchanan 84e                         | Rapport |                            | Spectateurs : 2 674 Diffuseur : Eurosport Arbitrage : Tess Olofsson | Spectateurs : 2 674 Diffuseur : Eurosport Arbitrage : Tess Olofsson |

| 25 juillet 2024 | France                                     | 3 - 2   | Colombie                   | Stade de Lyon, Décines-Charpieu                                               |                                                                               |
| 21h00 UTC+2     | Katoto 6e · Dali 18e · (Diani ) Katoto 42e | (3 - 0) | 54e (pen.) Usme · 64e Paví | Spectateurs : 29 208 Diffuseur : France 2 et Eurosport Arbitrage : Tori Penso | Spectateurs : 29 208 Diffuseur : France 2 et Eurosport Arbitrage : Tori Penso |
| 21h00 UTC+2     |                                            | Rapport | 85e Ramírez                | Spectateurs : 29 208 Diffuseur : France 2 et Eurosport Arbitrage : Tori Penso | Spectateurs : 29 208 Diffuseur : France 2 et Eurosport Arbitrage : Tori Penso |

##### 2ejournée
| 28 juillet 2024 | Nouvelle-Zélande | 0 - 2   | Colombie                             | Stade de Lyon, Décines-Charpieu              |                                              |
| 17h00 UTC+2     |                  | (0 - 1) | 27e Restrepo · 72e Santos (Vanegas ) | Spectateurs : 5 212 Arbitrage : Kim Yu-jeong | Spectateurs : 5 212 Arbitrage : Kim Yu-jeong |
| 17h00 UTC+2     | Rapport          |         |                                      | Spectateurs : 5 212 Arbitrage : Kim Yu-jeong | Spectateurs : 5 212 Arbitrage : Kim Yu-jeong |

Avant le deuxième match de la compétition, l'association canadienne de soccer suspend pour la durée de la compétition la sélectionneuse Bev Priestman à la suite de l'espionnage d'une séance d'entraînement par drone avant la rencontre contre la Nouvelle-Zélande.

Le 27 juillet, à la suite de cette affaire, la FIFA retire 6 points à l'équipe canadienne.
| 28 juillet 2024 | France             | 1 - 2   | Canada                      | Stade Geoffroy-Guichard, Saint-Étienne                                 |                                                                        |
| 21h00 UTC+2     | Katoto (Dali ) 42e | (1 - 0) | 58e Fleming · 90+12e Gilles | Spectateurs : 17 555 Diffuseur : France 3 Arbitrage : Bouchra Karboubi | Spectateurs : 17 555 Diffuseur : France 3 Arbitrage : Bouchra Karboubi |
| 21h00 UTC+2     | Toletti 76e        | Rapport | 45+2e Lawrence              | Spectateurs : 17 555 Diffuseur : France 3 Arbitrage : Bouchra Karboubi | Spectateurs : 17 555 Diffuseur : France 3 Arbitrage : Bouchra Karboubi |

##### 3ejournée
| 31 juillet 2024 | Nouvelle-Zélande   | 1 - 2   | France                                            | Stade de Lyon, Décines-Charpieu                                           |                                                                           |
| 21h00 UTC+2     | Taylor (Bott ) 42e | (1 - 1) | Katoto 22e (Baltimore ) · Katoto 49e (Karchaoui ) | Spectateurs : 21 946 Diffuseur : France 3 Arbitrage : Edina Alves Batista | Spectateurs : 21 946 Diffuseur : France 3 Arbitrage : Edina Alves Batista |
| 21h00 UTC+2     | Green 90+6e        | Rapport |                                                   | Spectateurs : 21 946 Diffuseur : France 3 Arbitrage : Edina Alves Batista | Spectateurs : 21 946 Diffuseur : France 3 Arbitrage : Edina Alves Batista |

| 31 juillet 2024 | Colombie                                      | 0 - 1   | Canada                | Stade de Nice, Nice                           |                                               |
| 21h00 UTC+2     |                                               | (0 - 0) | 61e Gilles (Fleming ) | Spectateurs : 5 388 Arbitrage : Rebecca Welch | Spectateurs : 5 388 Arbitrage : Rebecca Welch |
| 21h00 UTC+2     | Pavi 6e · Quejdada Minota 19e · Caicedo 90+3e | Rapport | 45+3e Leon            | Spectateurs : 5 388 Arbitrage : Rebecca Welch | Spectateurs : 5 388 Arbitrage : Rebecca Welch |

#### Groupe B
| Rang | Équipe     | Pts | J | G | N | P | Bp | Bc | Diff |
| ---- | ---------- | --- | - | - | - | - | -- | -- | ---- |
| 1    | États-Unis | 9   | 3 | 3 | 0 | 0 | 9  | 2  | +7   |
| 2    | Allemagne  | 6   | 3 | 2 | 0 | 1 | 8  | 5  | +3   |
| 3    | Australie  | 3   | 3 | 1 | 0 | 2 | 7  | 10 | -3   |
| 4    | Zambie     | 0   | 3 | 0 | 0 | 3 | 6  | 13 | -7   |

##### 1rejournée
| 25 juillet 2024 | Allemagne                                                           | 3 - 0   | Australie | Stade de Marseille, Marseille                                      |                                                                    |
| 19h00 UTC+2     | (Gwinn ) Hegering 24e · (Gwinn ) Schüller 64e · (Linder ) Brand 68e | (1 - 0) |           | Spectateurs : 9 731 Diffuseur : Eurosport Arbitrage : Katia García | Spectateurs : 9 731 Diffuseur : Eurosport Arbitrage : Katia García |
| 19h00 UTC+2     | Minge 45+1e                                                         | Rapport | 22e Foord | Spectateurs : 9 731 Diffuseur : Eurosport Arbitrage : Katia García | Spectateurs : 9 731 Diffuseur : Eurosport Arbitrage : Katia García |

| 25 juillet 2024 | États-Unis                                                        | 3 - 0   | Zambie               | Stade de Nice, Nice                                                |                                                                    |
| 21h00 UTC+2     | (Horan ) Rodman 17e · (Horan ) Swanson 24e · (Smith ) Swanson 25e | (3 - 0) |                      | Spectateurs : 5 550 Diffuseur : Eurosport Arbitrage : Ramon Abatti | Spectateurs : 5 550 Diffuseur : Eurosport Arbitrage : Ramon Abatti |
| 21h00 UTC+2     | Rodman 44e                                                        | Rapport | 30e Zulu · 45e Tembo | Spectateurs : 5 550 Diffuseur : Eurosport Arbitrage : Ramon Abatti | Spectateurs : 5 550 Diffuseur : Eurosport Arbitrage : Ramon Abatti |

##### 2ejournée
| 28 juillet 2024 | Australie | 6 - 5   | Zambie                                                                                    | Stade de Nice, Nice                             |                                                 |
| 19h00 UTC+2     | (Catley ) Kennedy 7e · (Cooney-Cross ) Raso 35e · Musole 58e (csc) · Catley 65e · Catley 78e (pen.) · (Catley ) Heyman 90e | (2 - 4) | 1re Banda (Nachula ) · 21e Kundananji · 33e Banda · 45+1e Banda · 56e Kundananji (Banda ) | Spectateurs : 4 441 Arbitrage : Emikar Calderas | Spectateurs : 4 441 Arbitrage : Emikar Calderas |
| 19h00 UTC+2     | Kennedy 87e | Rapport | 77e Muchinga                                                                              | Spectateurs : 4 441 Arbitrage : Emikar Calderas | Spectateurs : 4 441 Arbitrage : Emikar Calderas |

| 28 juillet 2024 | États-Unis                                                              | 4 - 1   | Allemagne           | Stade de Marseille, Marseille                |                                              |
| 21h00 UTC+2     | (Rodman ) Smith 10e · Swanson 26e · Smith 44e · (Swanson ) Williams 89e | (3 - 1) | 22e Gwinn (Nüsken ) | Spectateurs : 12 845 Arbitrage : Yael Falcon | Spectateurs : 12 845 Arbitrage : Yael Falcon |
| 21h00 UTC+2     | Coffey 22e                                                              | Rapport | 18e Hendrich        | Spectateurs : 12 845 Arbitrage : Yael Falcon | Spectateurs : 12 845 Arbitrage : Yael Falcon |

##### 3ejournée
| 31 juillet 2024 | Zambie          | 1 - 4   | Allemagne                                                                          | Stade Geoffroy-Guichard, Saint-Étienne            |                                                   |
| 19h00 UTC+2     | Banda 49e       | (0 - 1) | 10e Schüller (Bühl ) · 47e Bühl (Nüsken ) · 61e Schüller (Bühl ) · 90+7e Senß (en) | Spectateurs : 2 642 Arbitrage : Yoshimi Yamashita | Spectateurs : 2 642 Arbitrage : Yoshimi Yamashita |
| 19h00 UTC+2     | Chanda (en) 35e | Rapport |                                                                                    | Spectateurs : 2 642 Arbitrage : Yoshimi Yamashita | Spectateurs : 2 642 Arbitrage : Yoshimi Yamashita |

| 31 juillet 2024 | Australie               | 1 - 2   | États-Unis                       | Stade de Marseille, Marseille                      |                                                    |
| 19h00 UTC+2     | ( Heyman) Kennedy 90+2e | (0 - 1) | 43e Rodman (Smith ) · 77e Albert | Spectateurs : 13 036 Arbitrage : François Letexier | Spectateurs : 13 036 Arbitrage : François Letexier |
| 19h00 UTC+2     |                         | Rapport | 4e Coffey · 67e Albert           | Spectateurs : 13 036 Arbitrage : François Letexier | Spectateurs : 13 036 Arbitrage : François Letexier |

#### Groupe C
| Rang | Équipe  | Pts | J | G | N | P | Bp | Bc | Diff |
| ---- | ------- | --- | - | - | - | - | -- | -- | ---- |
| 1    | Espagne | 9   | 3 | 3 | 0 | 0 | 5  | 1  | +4   |
| 2    | Japon   | 6   | 3 | 2 | 0 | 1 | 6  | 4  | +2   |
| 3    | Brésil  | 3   | 3 | 1 | 0 | 2 | 2  | 4  | -2   |
| 4    | Nigeria | 0   | 3 | 0 | 0 | 3 | 1  | 5  | -4   |

##### 1rejournée
| 25 juillet 2024 | Espagne                                                | 2 - 1   | Japon      | Stade de la Beaujoire, Nantes                                          |                                                                        |
| 17h00 UTC+2     | (Del Castillo ) Bonmatí 22e · (Bonmatí ) Caldentey 74e | (1 - 1) | 13e Fujino | Spectateurs : 10 377 Diffuseur : France 2 Arbitrage : Bouchra Karboubi | Spectateurs : 10 377 Diffuseur : France 2 Arbitrage : Bouchra Karboubi |
| 17h00 UTC+2     | Guijarro 11e · Paredes 42e                             | Rapport |            | Spectateurs : 10 377 Diffuseur : France 2 Arbitrage : Bouchra Karboubi | Spectateurs : 10 377 Diffuseur : France 2 Arbitrage : Bouchra Karboubi |

| 25 juillet 2024 | Nigeria | 0 - 1   | Brésil             | Stade de Bordeaux, Bordeaux                                        |                                                                    |
| 19h00 UTC+2     |         | (0 - 1) | 37e Nunes (Marta ) | Spectateurs : 6 244 Diffuseur : Eurosport Arbitrage : Kim Yu-jeong | Spectateurs : 6 244 Diffuseur : Eurosport Arbitrage : Kim Yu-jeong |
| 19h00 UTC+2     |         | Rapport | 28e Yaya           | Spectateurs : 6 244 Diffuseur : Eurosport Arbitrage : Kim Yu-jeong | Spectateurs : 6 244 Diffuseur : Eurosport Arbitrage : Kim Yu-jeong |

##### 2ejournée
| 28 juillet 2024 | Brésil                   | 1 - 2   | Japon                                 | Parc des Princes, Paris                        |                                                |
| 17h00 UTC+2     | (Ludmila ) Jhennyfer 56e | (0 - 0) | 90+2e (pen.) Kumagai · 90+6e Tanikawa | Spectateurs : 40 918 Arbitrage : Rebecca Welch | Spectateurs : 40 918 Arbitrage : Rebecca Welch |
| 17h00 UTC+2     | Lauren 3e · Marta 44e    | Rapport | 71e Minami                            | Spectateurs : 40 918 Arbitrage : Rebecca Welch | Spectateurs : 40 918 Arbitrage : Rebecca Welch |

| 28 juillet 2024 | Espagne      | 1 - 0   | Nigeria     | Stade de la Beaujoire, Nantes               |                                             |
| 19h00 UTC+2     | Putellas 85e | (0 - 0) |             | Spectateurs : 11 079 Arbitrage : Tori Penso | Spectateurs : 11 079 Arbitrage : Tori Penso |
| 19h00 UTC+2     |              | Rapport | 37e Oshoala | Spectateurs : 11 079 Arbitrage : Tori Penso | Spectateurs : 11 079 Arbitrage : Tori Penso |

##### 3ejournée
| 31 juillet 2024 | Japon                                            | 3 - 1   | Nigeria                 | Stade de la Beaujoire, Nantes                        |                                                      |
| 17h00 UTC+2     | (Ueki ) Hamano 22e · Tanaka 32e · Kitagawa 45+5e | (3 - 1) | 42e Echegini (Ucheibe ) | Spectateurs : 6 480 Arbitrage : Emikar Calderas (en) | Spectateurs : 6 480 Arbitrage : Emikar Calderas (en) |
| 17h00 UTC+2     |                                                  | Rapport | 45+4e Demehin           | Spectateurs : 6 480 Arbitrage : Emikar Calderas (en) | Spectateurs : 6 480 Arbitrage : Emikar Calderas (en) |

| 31 juillet 2024 | Brésil      | 0 - 2   | Espagne                                         | Stade de Bordeaux, Bordeaux                       |                                                   |
| 17h00 UTC+2     |             | (0 - 0) | 68e del Castillo · 90+17e Putellas (Caldentey ) | Spectateurs : 14 497 Arbitrage : Espen Eskås (en) | Spectateurs : 14 497 Arbitrage : Espen Eskås (en) |
| 17h00 UTC+2     | Marta 45+5e | Rapport |                                                 | Spectateurs : 14 497 Arbitrage : Espen Eskås (en) | Spectateurs : 14 497 Arbitrage : Espen Eskås (en) |

### Meilleures troisièmes

#### Classement
Les deux meilleures troisièmes sont repêchées pour les quarts de finale. Un classement comparatif entre les équipes concernées est établi afin de les désigner :
| Rang | Équipe    | Pts | J | G | N | P | Bp | Bc | Diff |
| ---- | --------- | --- | - | - | - | - | -- | -- | ---- |
| 1    | Colombie  | 3   | 3 | 1 | 0 | 2 | 4  | 4  | 0    |
| 2    | Brésil    | 3   | 3 | 1 | 0 | 2 | 2  | 4  | -2   |
| 3    | Australie | 3   | 3 | 1 | 0 | 2 | 7  | 10 | -3   |

#### Appariements en quarts de finale
| Groupes d'origine des meilleurs 3e | Groupes d'origine des meilleurs 3e | Groupes d'origine des meilleurs 3e | Adversaires de | Adversaires de |
| Groupes d'origine des meilleurs 3e | Groupes d'origine des meilleurs 3e | Groupes d'origine des meilleurs 3e | [A1]           | [C1]           |
| ---------------------------------- | ---------------------------------- | ---------------------------------- | -------------- | -------------- |
| A                                  | B                                  |                                    | [B3]           | [A3]           |
| A                                  |                                    | C                                  | [C3]           | [A3]           |
|                                    | B                                  | C                                  | [C3]           | [B3]           |

- Combinaison réalisée

### Tableau final
Les matchs à partir des quarts de finale sont à élimination directe. En cas de match nul à la fin du temps réglementaire, une prolongation de deux fois quinze minutes est jouée. Si les deux équipes sont toujours à égalité à la fin de la prolongation, une séance de tirs au but (tab) permet de les départager.
|  | Quarts de finale               | Quarts de finale     | Quarts de finale               | Quarts de finale     |            |            | Demi-finales            | Demi-finales            | Demi-finales                   | Demi-finales                   |                                |                                | Finale               | Finale               | Finale               | Finale               |
|  |                                |                      |                                |                      |            |            |                         |                         |                                |                                |                                |                                |                      |                      |                      |                      |
|  | 3 août 2024 - Nantes           | 3 août 2024 - Nantes | 3 août 2024 - Nantes           | 3 août 2024 - Nantes |            |            | 6 août 2024 - Marseille | 6 août 2024 - Marseille | 6 août 2024 - Marseille        | 6 août 2024 - Marseille        |                                |                                | 10 août 2024 - Paris | 10 août 2024 - Paris | 10 août 2024 - Paris | 10 août 2024 - Paris |
|  | 3 août 2024 - Nantes           | 3 août 2024 - Nantes | 3 août 2024 - Nantes           | 3 août 2024 - Nantes |            |            | 6 août 2024 - Marseille | 6 août 2024 - Marseille | 6 août 2024 - Marseille        | 6 août 2024 - Marseille        |                                |                                | 10 août 2024 - Paris | 10 août 2024 - Paris | 10 août 2024 - Paris | 10 août 2024 - Paris |
|  | 1A                             | France               | 0                              | 0                    |            |            | 6 août 2024 - Marseille | 6 août 2024 - Marseille | 6 août 2024 - Marseille        | 6 août 2024 - Marseille        |                                |                                | 10 août 2024 - Paris | 10 août 2024 - Paris | 10 août 2024 - Paris | 10 août 2024 - Paris |
|  | 1A                             | France               | 0                              | 0                    |            |            | 6 août 2024 - Marseille | 6 août 2024 - Marseille | 6 août 2024 - Marseille        | 6 août 2024 - Marseille        |                                |                                | 10 août 2024 - Paris | 10 août 2024 - Paris | 10 août 2024 - Paris | 10 août 2024 - Paris |
|  | 3C                             | Brésil               | 1                              | 1                    |            |            | 6 août 2024 - Marseille | 6 août 2024 - Marseille | 6 août 2024 - Marseille        | 6 août 2024 - Marseille        |                                |                                | 10 août 2024 - Paris | 10 août 2024 - Paris | 10 août 2024 - Paris | 10 août 2024 - Paris |
|  | 3C                             | Brésil               | 1                              | 1                    | Brésil     | Brésil     | 4                       | 4                       |                                |                                |                                |                                | 10 août 2024 - Paris | 10 août 2024 - Paris | 10 août 2024 - Paris | 10 août 2024 - Paris |
|  | 3 août 2024 - Décines-Charpieu |                      |                                |                      | Brésil     | Brésil     | 4                       | 4                       |                                |                                |                                |                                | 10 août 2024 - Paris | 10 août 2024 - Paris | 10 août 2024 - Paris | 10 août 2024 - Paris |
|  |                                |                      | Espagne                        | Espagne              | 2          | 2          |                         |                         |                                |                                |                                |                                | 10 août 2024 - Paris | 10 août 2024 - Paris | 10 août 2024 - Paris | 10 août 2024 - Paris |
|  | 1C                             | Espagne              | Espagne                        | Espagne              | 2          | 2          | 2 tab(4)                | 2 tab(4)                |                                |                                |                                |                                | 10 août 2024 - Paris | 10 août 2024 - Paris | 10 août 2024 - Paris | 10 août 2024 - Paris |
|  | 1C                             | Espagne              | 6 août 2024 - Décines-Charpieu |                      |            |            | 2 tab(4)                | 2 tab(4)                |                                |                                |                                |                                | 10 août 2024 - Paris | 10 août 2024 - Paris | 10 août 2024 - Paris | 10 août 2024 - Paris |
|  | 3A                             | Colombie             | 2ap (2)                        | 2ap (2)              |            |            |                         |                         |                                |                                |                                |                                | 10 août 2024 - Paris | 10 août 2024 - Paris | 10 août 2024 - Paris | 10 août 2024 - Paris |
|  | 3A                             | Colombie             | 2ap (2)                        | 2ap (2)              | Brésil     | Brésil     | 0                       | 0                       |                                |                                |                                |                                |                      |                      |                      |                      |
|  | 3 août 2024 - Paris            |                      |                                |                      | Brésil     | Brésil     | 0                       | 0                       |                                |                                |                                |                                |                      |                      |                      |                      |
|  |                                |                      | États-Unis                     | États-Unis           | 1          | 1          |                         |                         |                                |                                |                                |                                |                      |                      |                      |                      |
|  | 1B                             | États-Unis           | États-Unis                     | États-Unis           | 1          | 1          | 1 ap                    | 1 ap                    |                                |                                |                                |                                |                      |                      |                      |                      |
|  | 1B                             | États-Unis           |                                |                      |            |            |                         |                         |                                |                                |                                |                                |                      |                      |                      |                      |
|  | 2C                             | Japon                | 0                              | 0                    |            |            |                         |                         |                                |                                |                                |                                |                      |                      |                      |                      |
|  | 2C                             | Japon                | 0                              | 0                    | États-Unis | États-Unis | 1 ap                    | 1 ap                    | Match pour la troisième place  | Match pour la troisième place  | Match pour la troisième place  | Match pour la troisième place  |                      |                      |                      |                      |
|  | 3 août 2024 - Marseille        |                      |                                |                      | États-Unis | États-Unis | 1 ap                    | 1 ap                    | Match pour la troisième place  | Match pour la troisième place  | Match pour la troisième place  | Match pour la troisième place  |                      |                      |                      |                      |
|  |                                |                      | Allemagne                      | Allemagne            | 0          | 0          |                         |                         | 9 août 2024 - Décines-Charpieu | 9 août 2024 - Décines-Charpieu | 9 août 2024 - Décines-Charpieu | 9 août 2024 - Décines-Charpieu |                      |                      |                      |                      |
|  | 2A                             | Canada               | Allemagne                      | Allemagne            | 0          | 0          | 0ap (2)                 | 0ap (2)                 | 9 août 2024 - Décines-Charpieu | 9 août 2024 - Décines-Charpieu | 9 août 2024 - Décines-Charpieu | 9 août 2024 - Décines-Charpieu |                      |                      |                      |                      |
|  | 2A                             | Canada               |                                |                      |            |            |                         | 0ap (2)                 |                                |                                | Espagne                        | Espagne                        | 0                    | 0                    |                      |                      |
|  | 2B                             | Allemagne            | 0 tab(4)                       | 0 tab(4)             |            |            |                         |                         |                                |                                | Espagne                        | Espagne                        | 0                    | 0                    |                      |                      |
|  | 2B                             | Allemagne            | 0 tab(4)                       | 0 tab(4)             | Allemagne  | Allemagne  | 1                       | 1                       |                                |                                |                                |                                |                      |                      |                      |                      |
|  |                                |                      |                                |                      |            |            |                         |                         |                                |                                |                                |                                |                      |                      |                      |                      |

#### Quarts de finale
| 3 août 2024 | États-Unis            | 1 - 0 (ap)           | Japon | Parc des Princes, Paris                        |                                                |
| 15h00 UTC+2 | Rodman 105+1e (Dunn ) | (0 - 0, 0 - 0, 1 -0) |       | Spectateurs : 43 004 Arbitrage : Tess Olofsson | Spectateurs : 43 004 Arbitrage : Tess Olofsson |
| 15h00 UTC+2 | Sonnett 60e           | rapport              |       | Spectateurs : 43 004 Arbitrage : Tess Olofsson | Spectateurs : 43 004 Arbitrage : Tess Olofsson |

| 3 août 2024 | Espagne                                                 | 2 - 2 (ap)            | Colombie                                          | Stade de Lyon, Décines-Charpieu                     |                                                     |
| 17h00 UTC+2 | Hermoso 79e (Paralluelo ) · Paredes 90+7e (Paralluelo ) | (0 - 1, 2 - 2, 2 - 2) | Ramírez 12e (Santos ) · Santos 52e                | Spectateurs : 10 355 Arbitrage : Katia Itzel García | Spectateurs : 10 355 Arbitrage : Katia Itzel García |
| 17h00 UTC+2 | Aleixandri 8e                                           | rapport               | Arias 30e ·                                       | Spectateurs : 10 355 Arbitrage : Katia Itzel García | Spectateurs : 10 355 Arbitrage : Katia Itzel García |
| 17h00 UTC+2 | Caldentey · Navarro · Paralluelo · Bonmatí              | Tirs au but 4 - 2     | Usme · Manuela Vanegas · Liana Salazar · Carabalí | Spectateurs : 10 355 Arbitrage : Katia Itzel García | Spectateurs : 10 355 Arbitrage : Katia Itzel García |

| 3 août 2024 | Canada                           | 0 - 0 (ap)            | Allemagne                                | Stade de Marseille, Marseille                        |                                                      |
| 19h00 UTC+2 |                                  | (0 - 0, 0 - 0, 0 - 0) |                                          | Spectateurs : 12 517 Arbitrage : Edina Alves Batista | Spectateurs : 12 517 Arbitrage : Edina Alves Batista |
| 19h00 UTC+2 |                                  | rapport               | Brand 79e · Gwinn 110e ·                 | Spectateurs : 12 517 Arbitrage : Edina Alves Batista | Spectateurs : 12 517 Arbitrage : Edina Alves Batista |
| 19h00 UTC+2 | Quinn · Lawrence · Leon · Beckie | Tirs au but 2 - 4     | Gwinn · Minge · Lohmann · Rauch · Berger | Spectateurs : 12 517 Arbitrage : Edina Alves Batista | Spectateurs : 12 517 Arbitrage : Edina Alves Batista |

| 3 août 2024 | France     | 0 - 1   | Brésil                   | Stade de la Beaujoire, Nantes               |                                             |
| 21h00 UTC+2 |            | (0 - 0) | Portilho 82e (Adriana ), | Spectateurs : 32 280 Arbitrage : Tori Penso | Spectateurs : 32 280 Arbitrage : Tori Penso |
| 21h00 UTC+2 | Katoto 28e | rapport | Jhennifer 11e            | Spectateurs : 32 280 Arbitrage : Tori Penso | Spectateurs : 32 280 Arbitrage : Tori Penso |

#### Demi-finales
| 6 août 2024 | États-Unis             | 1 - 0 (ap)      | Allemagne                 | Stade de Lyon, Décines-Charpieu                   |                                                   |
| 18h00 UTC+2 | Smith 90+5e (Swanson ) | (0-0, 0-0, 1-0) |                           | Spectateurs : 11 716 Arbitrage : Bouchra Karboubi | Spectateurs : 11 716 Arbitrage : Bouchra Karboubi |
| 18h00 UTC+2 |                        | rapport         | Hegering 44e · Brand 108e | Spectateurs : 11 716 Arbitrage : Bouchra Karboubi | Spectateurs : 11 716 Arbitrage : Bouchra Karboubi |

| 6 août 2024 | Brésil                                                                                          | 4 - 2   | Espagne                                    | Stade de Marseille, Marseille                  |                                                |
| 21h00 UTC+2 | Paredes 6e (csc) · (Yasmim ) Gabi Portilho 45+4e · (Gabi Portilho ) Adriana 72e · Kerolin 90+1e | (2 - 0) | Duda Sampaio 85e (csc) · Paralluelo 90+12e | Spectateurs : 14 201 Arbitrage : Rebecca Welch | Spectateurs : 14 201 Arbitrage : Rebecca Welch |
| 21h00 UTC+2 | Gabi Portilho 90e · Adriana 90+8e                                                               | rapport | Abelleira 45e · Coll 90e                   | Spectateurs : 14 201 Arbitrage : Rebecca Welch | Spectateurs : 14 201 Arbitrage : Rebecca Welch |

#### Match pour la médaille de bronze
| 9 août 2024 | Espagne  | 0 - 1   | Allemagne        | Stade de Lyon, Décines-Charpieu               |                                               |
| 15h00 UTC+2 |          | (0 - 0) | Gwinn 65e (pen.) | Spectateurs : 10 995 Arbitrage : Katia García | Spectateurs : 10 995 Arbitrage : Katia García |
| 15h00 UTC+2 | Coll 63e |         |                  | Spectateurs : 10 995 Arbitrage : Katia García | Spectateurs : 10 995 Arbitrage : Katia García |

#### Finale
| 10 août 2024 | Brésil | 0-1   | États-Unis  | Parc des Princes, Paris                             |                                                     |
| 17h00 UTC+2  |        | (0-0) | Swanson 57e | Spectateurs : 43 813 Arbitrage : Tess Olofsson (en) | Spectateurs : 43 813 Arbitrage : Tess Olofsson (en) |

## Statistiques et récompenses

### Classements individuels
| Rang | Buteuse                 | Équipe     | Buts |
| ---- | ----------------------- | ---------- | ---- |
| 1    | Marie-Antoinette Katoto | France     | 5    |
| 2    | Mallory Swanson         | États-Unis | 4    |
| 3    | Barbra Banda            | Zambie     | 4    |
| 4    | Sophia Smith            | États-Unis | 3    |
| 5    | Trinity Rodman          | États-Unis | 3    |

| Rang | Passeuse        | Équipe     | Passes |
| ---- | --------------- | ---------- | ------ |
| 1    | Mallory Swanson | États-Unis | 2      |
| 2    | Sophia Smith    | États-Unis | 2      |
| 3    | Steph Catley    | Australie  | 2      |
| 4    | Giulia Gwinn    | Allemagne  | 2      |
| 5    | Jessie Fleming  | Canada     | 2      |

### Classement final
Le classement final du tournoi olympique féminin est le suivant :
| Rang                                | Équipe           | J | G | N | P | Bp | Bc | Diff | Progression     |
| ----------------------------------- | ---------------- | - | - | - | - | -- | -- | ---- | --------------- |
| Médaille d'or, Jeux olympiques      | États-Unis       | 6 | 6 | 0 | 0 | 12 | 2  | +10  | Vainqueur       |
| Médaille d'argent, Jeux olympiques  | Brésil           | 6 | 3 | 0 | 3 | 7  | 7  | 0    | Finaliste (2e)  |
| Médaille de bronze, Jeux olympiques | Allemagne        | 6 | 3 | 1 | 2 | 9  | 6  | +3   | Troisième       |
| 4                                   | Espagne          | 6 | 3 | 1 | 2 | 9  | 8  | +1   | Quatrième       |
|                                     |                  |   |   |   |   |    |    |      |                 |
| 5                                   | Japon            | 4 | 2 | 0 | 2 | 6  | 5  | +1   | Quart de finale |
| 6                                   | France H         | 4 | 2 | 0 | 2 | 6  | 6  | 0    | Quart de finale |
| 7                                   | Canada T         | 4 | 3 | 1 | 0 | 5  | 2  | +3   | Quart de finale |
| 8                                   | Colombie         | 4 | 1 | 1 | 2 | 6  | 6  | 0    | Quart de finale |
|                                     |                  |   |   |   |   |    |    |      |                 |
| 9                                   | Australie        | 3 | 1 | 0 | 2 | 7  | 10 | -3   | Premier tour    |
| 10                                  | Nouvelle-Zélande | 3 | 0 | 0 | 3 | 2  | 6  | -4   | Premier tour    |
| 11                                  | Nigeria          | 3 | 0 | 0 | 3 | 1  | 5  | -4   | Premier tour    |
| 12                                  | Zambie           | 3 | 0 | 0 | 3 | 6  | 13 | -7   | Premier tour    |